# Ronny Lauke
Ronny Lauke (né le 17 septembre 1976 à Eisenhüttenstadt) est un coureur cycliste et entraîneur allemand, professionnel de 1997 à 2004.

## Biographie
Ronny Lauke est le fils de Gerhard Lauke (de), cycliste ayant participé aux Jeux olympiques de 1976.
En 1991 et 1992, Ronny Lauke est vice-champion d'Allemagne sur route en catégorie débutant. En 1993, il est champion du monde junior de poursuite par équipes, avec Dirk Ronellenfitsch, Thorsten Rund et Holger Roth. L'année suivante, il est vice-champion du monde junior de cette discipline, avec  Heiko Szonn, Lutz Birkenkamp et Michael Werner, et médaillé de bronze de la course aux points.
De 1997 à 2005, Ronny Lauke est cycliste professionnel, sans enregistrer de succès important. En 2007, il devient directeur sportif de l'équipe Wiesenhof. L'année suivante, il intègre à ce poste l'équipe féminine HTC-Columbia, renommée depuis Specialized-lululemon. En mai 2012, il devient entraîneur de l'équipe nationale féminine allemande par intérim, en remplacement de Thomas Liese, malade. Il accompagne cette équipe aux Jeux olympiques de Londres. André Korff lui succède en janvier 2013.
En août 2015, il est annoncé qu'après l'arrêt de l'équipe cycliste Velocio-SRAM, nom de l'ancienne Specialized-Lululemon en 2015, Ronny Lauke monte une nouvelle structure parrainée par le fabricant de cycles Canyon.

## Palmarès

### Sur piste
- 1993
  -  Champion du monde de poursuite par équipes juniors (avec Dirk Ronellenfitsch (de), Thorsten Rund, Holger Roth)
- 1994
  -  Médaillé d'argent du championnat du monde de poursuite par équipes juniors
  -  Médaillé de bronze du championnat du monde de course aux points juniors

### Sur route
- 1994
  - 2e du Trofeo Karlsberg
- 1997
  - 3e du Tour de Thuringe
- 2003
  - 8e étape du Tour du lac Qinghai